# هربرت كراوز
هربرت كراوز (بالإنجليزية: Herbert Krause)‏ (25 مايو 1905 - 22 سبتمبر 1976)؛ مؤرخ وروائي أمريكي.